# Sobre o atendimento pastoral das pessoas homossexuais
O documento Sobre o atendimento pastoral das pessoas homossexuais, também conhecido pelas palavras iniciais Homosexualitatis problema, foi uma carta pastoral de autoria da Congregação para a Doutrina da Fé (CDF) da Igreja Católica Romana dirigida aos Bispos da Igreja Católica que foi proferido em Roma em 1º de outubro de 1986 pelo Cardeal Joseph Ratzinger (mais tarde Papa Bento XVI) e pelo Arcebispo Alberto Bovone. A carta dava instruções sobre como o clero deveria lidar e responder às pessoas lésbicas, gays e bissexuais. O Papa João Paulo II aprovou a carta e ordenou a sua publicação.  Foi concebido para corrigir mal-entendidos e interpretações erradas de uma carta da CDF de 1975, Declaração sobre Certas Questões Relativas à Ética Sexual ( Persona Humana ).

Ratzinger esclareceu que o ensinamento da Igreja sobre a pecaminosidade dos atos homossexuais é muito mais sutil do que comumente se acredita pela mídia e por alguns católicos:
Argumentou-se que a orientação homossexual em certos casos não é o resultado de uma escolha deliberada; e assim a pessoa homossexual não teria escolha senão comportar-se de maneira homossexual. Na falta de liberdade, tal pessoa, mesmo que esteja envolvida em atividade homossexual, não seria culpada. Aqui, a sábia tradição moral da Igreja é necessária, pois adverte contra generalizações no julgamento de casos individuais. Na verdade, podem existir, ou podem ter existido no passado, circunstâncias que reduziriam ou eliminariam a culpabilidade do indivíduo num determinado caso; ou outras circunstâncias podem aumentá-lo. O que deve ser evitado a todo custo é a suposição infundada e humilhante de que o comportamento sexual das pessoas homossexuais é sempre e totalmente compulsivo e, portanto, inculpável.
Na carta, o cardeal afirmou: “Embora a inclinação particular da pessoa homossexual não seja um pecado, é uma tendência mais ou menos forte ordenada para um mal moral intrínseco; e assim a própria inclinação deve ser vista como uma desordem objetiva. ... É deplorável que as pessoas homossexuais tenham sido e sejam objeto de malícia violenta no discurso ou na ação. Tal tratamento merece condenação por parte dos pastores da Igreja onde quer que ocorra.” 

Ratzinger afirmou que, embora os cristãos se oponham corretamente a qualquer violência contra pessoas homossexuais, é errado afirmar que a orientação homossexual é boa ou neutra:
Mas a reação adequada aos crimes cometidos contra pessoas homossexuais não deveria ser afirmar que a condição homossexual não é perturbada. Quando tal afirmação é feita e quando a atividade homossexual é consequentemente tolerada, ou quando a legislação civil é introduzida para proteger comportamentos aos quais ninguém tem qualquer direito concebível, nem a Igreja nem a sociedade em geral deveriam ficar surpreendidas quando outras noções e práticas distorcidas ganham terreno, e aumentam as reações irracionais e violentas.
Em 2006, a Conferência dos Bispos Católicos dos Estados Unidos emitiu "Diretrizes para Cuidado Pastoral" para aqueles que trabalham no Ministério de Pessoas com Inclinação Homossexual. 